# Karl Haberland (Politiker, 1863)

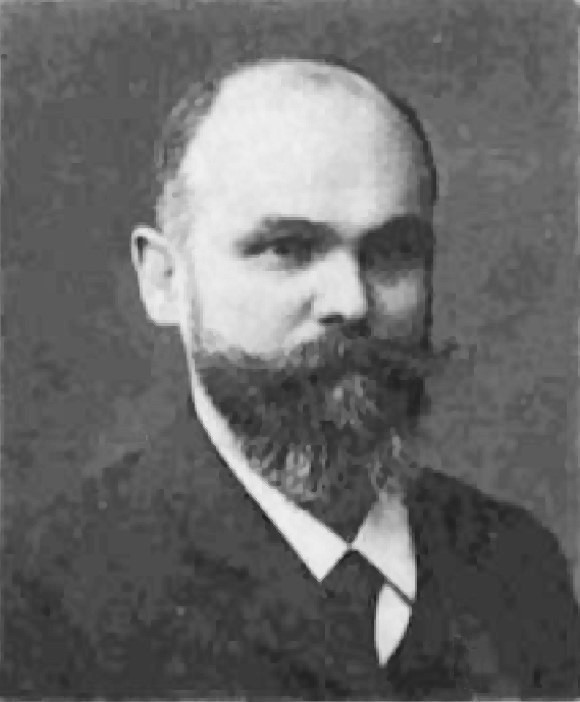
Karl Haberland

Karl Haberland, auch: Carl (* 20. Mai 1863 in Wurzen; † 18. Mai 1938 in Wuppertal) war ein deutscher sozialdemokratischer Politiker.

## Leben
Haberland war gelernter Schneider und arbeitete bis 1886 als Geselle. Danach war er bis 1897 selbständiger Schneidermeister in Barmen. In den 1880er Jahren war er Mitbegründer und Mitglied im Vorstand des freigewerkschaftlichen Schneiderverbandes in Barmen. Zwischen 1897 und 1905 war Haberland Angestellter der AOK Barmen. Zwischen 1894 und 1895 sowie zwischen 1902 und 1905 war er Vorsitzender des örtlichen Gewerkschaftskartells. Außerdem war Haberland von 1895 bis 1900 Ausschussmitglied der Landesversicherungsanstalt für die Rheinprovinz. In den Jahren 1905 und 1906 war er Angestellter der „Freien Presse“ in Barmen. Danach war er bis zu seinem Ruhestand 1927 hauptberuflich Parteisekretär für den SPD-Bezirk Niederrhein zunächst mit Sitz in Barmen und ab 1924 in Düsseldorf.
Haberland war außerdem Mitglied im zentralen SPD-Parteiausschuss sowie zeitweise Vorstandsmitglied der SPD in Barmen. Außerdem war er dort von 1910 bis 1924 und seit 1929 Mitglied der Stadtverordnetenversammlung.
Seit 1898 kandidierte Haberland mehrfach vergeblich für ein Reichstagsmandat. Erstmals 1906 und 1907 gehörte er dem Parlament an. Auch 1911 und 1912 war er nur einen Teil der Legislaturperiode Mitglied. Danach war er bis 1918 Mitglied des Reichstages. Nach der Novemberrevolution gehörte Haberland von 1919 bis 1921 der verfassungsgebenden preußischen Landesversammlung und danach bis 1928 dem preußischen Landtag an.
1920 war er Abgeordneter für Barmen im Provinziallandtag der preußischen Rheinprovinz.

## Familie
Sein Sohn Karl Haberland (1893–1978) war Bürgermeister in Solingen.